# Nina Weniger
Nina Weniger (* 1. Dezember 1968 in Frankfurt am Main) ist eine deutsche Schauspielerin und Hörspielsprecherin.

## Leben
Die Tochter des Schauspielerehepaars Monika Hessenberg und Wolfram Weniger erhielt ihre künstlerische Ausbildung an der Hochschule für Musik und Theater Hannover. Es folgten Theaterverpflichtungen an die Kampnagel-Fabrik und das Schauspielhaus Hamburg sowie an das Schauspielhaus Zürich und Berlins Schaubühne am Lehniner Platz.
Ab Anfang der 1990er Jahre stand Nina Weniger auch regelmäßig vor der Kamera, beginnend mit einer kleinen Rolle in der ZDF-Serie Unser Lehrer Doktor Specht. Die blonde Künstlerin spielte seitdem tragende Neben- aber auch Hauptrollen in einer Fülle von Einzelproduktionen wie auch Fernsehserien. Neben Gastauftritten in Tatort, Stubbe – Von Fall zu Fall, In aller Freundschaft und Bella Block hatte Nina Weniger durchgehende Rollen in Alarm für Cobra 11 – Die Autobahnpolizei und Hallo Robbie!.
Nina Weniger spricht neben Englisch auch Schwedisch und Isländisch.

## Filmografie (Auswahl)
- 1992: Unser Lehrer Doktor Specht
- 1993: Ein unmöglicher Lehrer
- 1995: Kommt Mausi raus?!
- 1996: Lisa Falk
- 1996: Irrwege des Herzens
- 1996: Bruder Esel
- 1997: Drei mit Herz
- 1997: 2 1/2 Minuten (Fernsehfilm, Regie: Rolf Schübel)
- 1997: Einsatz Hamburg Süd (Fernsehserie, 1 Folge)
- 1997: Alarm für Cobra 11 – Die Autobahnpolizei
- 1998: Zwei Männer am Herd
- 1998: Tatort – Voll ins Herz
- 1998: Verratene Freundschaft – Ein Mann wird zur Gefahr
- 1999: Aus gutem Hause
- 2000: Herzschlag Ärzteteam Nord
- 2000: Mein langsames Leben
- 2000: Jan-Yussuf
- 2001: Susanne und Paul
- 2001: Tatort – Zielscheibe
- 2002: Lovers + Friends
- 2003: Scheidungsopfer Mann
- 2003: Sie haben Knut
- 2003: Der kleine Mönch
- 2003: Alphateam – Die Lebensretter im OP
- 2004: Die Rettungsflieger
- 2004: Stubbe – Von Fall zu Fall
- 2004: Vier gegen Z
- 2004: Tausendmal berührt
- 2005: Er sagt, sie sagt
- 2005: Doppelter Einsatz
- 2005: Hallo Robbie!
- 2005: Bettgeflüster & Babyglück
- 2006: SOKO Wismar
- 2006: Die großen und die kleinen Wünsche
- 2006: Drei teuflisch starke Frauen
- 2006: Leo, ein fast perfekter Typ
- 2008: Bella Block: Reise nach China
- 2008: Über den Tod hinaus
- 2008: Das Glück ist eine Katze
- 2008: Résiste – Aufstand der Praktikanten
- 2008: In aller Freundschaft
- 2009: Unser Charly
- 2009: Notruf Hafenkante
- 2010: Spreewaldkrimi – Die Tränen der Fische
- 2010: Das Glück ist eine Katze
- 2011: Festes Froh (Kurzfilm)
- 2014: Rote Rosen
- 2014: Kram, Pappa
- 2014: bestefreunde
- 2015: Jagdgesellschaft
- 2016: Alles Klara – Herz aus Glas (Staffel 3, Episode 2)
- 2016: Dark
- 2016: In aller Freundschaft – Nicht mit mir!
- 2017: Wenn Fliegen träumen
- 2017, 2023: In aller Freundschaft – Konsequenzen / Retter in der Not, Prinzip Hoffnung
- 2018: Familie Dr. Kleist – Abschied
- 2019: Kroymann (Satiresendung, 1 Folge)

## Hörspiele
1983
- Der Mann auf dem Balkon

1995
- Dirty Glissando
- Fluchtversuch
- Magic Jump

1996
- Il dolce assalto – Der Liebesangriff
- Auf Wiedersehen in Sansibar
- Eiserner Vater – krachendes Herz. Einblicke ins große Familientheater

1997
- Der Gewitterkoffer

1998
- Theos Reise

1999
- Raumschiff Titanic
- Popcorn
- Ende der festen Fahrbahn

2000
- Auch der Tod hat seine Zeit

2001
- Wex
- Die Stadt der Blinden
- Das Echo der Frösche

2002
- Eifel-Feuer
- Keine Sterne über Downtown
- Senator Fox
- Bier für Frauen

2003
- Dinner in der Gotham Bar
- Mondgöttin 513

2004
- 2004: Oliver Bukowski: Serjosha & Schultz – Regie: Karlheinz Liefers (Hörspiel – DLR Berlin)
- Hümmel, Landmetzgerei
- Vogelhochzeit
- Space Azubis – Helden ohne Meisterbrief
- White Light oder Die Reise ans Ende der Unendlichkeit
- Das Kreuz auf dem Erlenberg
- Heimlich

2005
- Nordost
- Eigen Fleisch und Blut
- Der Fall Sumara Huff
- Beweise, daß es böse ist
- Einstein, Weinstein, Wittgenstein
- Gevatter Tod
- Antoniusfeuer
- Handbuch für den russischen Debütanten
- Wurfsendung 54: En passant
- Das Lewskow-Manuscript
- Der Schatten des Windes

2006
- Einer für alle
- Captain Berlin vs. Dracula
- When the music’s over
- Die Reise des Giuseppe Mastorna
- Die Geschichte von St. Magda
- Aus dem Seelenleben höherer Tiere oder Der Grimmroll
- Jesus und die Mühlen von Cölln
- Miss June Ruby
- Mein Name ist Luz
- 2006: Peter Stamm:  Treibgut – Regie: Andrea Getto (Hörspiel – RBB)
- Wurfsendung 64: En passant II
- Die Pendragon-Legende
- Nachts ein weißer Sound

2007
- Spieler
- Heißer Winter
- Sandsturm – Stimmen von der Front
- Die Vermessung der Welt
- Tod einer roten Heldin
- Hadamar

2008
- Die sieben Irren
- Wo viel Licht…
- Wenn wir zusammen sind
- Zauberhafte Feenwelt

2009
- 2009: Oliver Bukowski: In Grund und Boden – Regie: Alexander Schuhmacher (Hörspiel – SWR)
- Sexmonster
- Die Beseitigung
- Monsieur Cousin und die Einsamkeit der Riesenschlangen
- Mord nach Zahlen
- XY – Die Wahrheit kommt ans Licht
- Superhero
- Kap der Finsternis

2010
- Ben und die Zaubergäste vom Strandhotel
- Unter Kontrolle
- Huckleberry Finns Abenteuer
- Tom Sawyers Abenteuer

2011
- Frauensache
- Das fünfte Flugzeug
- Dolphins
- Taxi 79 ab Station